# Kamëz
Kamëz (også Kamza og Kambëzaer) er en by i det centrale Albanien med et indbyggertal på 126.777 (2018) indbyggere. Kamëz ligger i præfekturet Tiranë, 7 km nord for Albaniens hovedstad Tirana.